# Chichester stift
Chichester stift (engelska: Diocese of Chichester) är ett stift inom Engelska kyrkan. Stiftet omfattar grevskapen East Sussex och West Sussex samt enhetskommunen Brighton and Hove. Domkyrka och biskopssäte är Heliga trefaldighets katedral i Chichester.

## Historia

### Stiftets grundande, Anglosaxiska perioden
Beda venerabilis anger att en skotsk munk vid namn Dicul byggt ett kloster för fem eller sex munkbröder på en plats kallad Bosanham, men att befolkningen inte brydde sig om dem eller deras tro. Först när biskop Wilfrid, förvisad från sitt biskopssäte i York, Northumbria, kommer till Sussex, blir sydsaxarna kristnade. Beda berättar att det var hungersnöd i landet, efter tre års torka, och att det i samband med att Sankt Wilfrid lät döpa sydsaxarna började regna igen. Wilfrid ska också ha lärt dem att fiska med nät, vilket gjorde dem mera mottagliga för hans predikningar.
Enligt Beda grundades stiftet 681 e.Kr., när kung Æthelwealh av Sussex gav biskop Wilfrid ett landområde om 87 hides på en plats kallad Selsey. Där byggde Wilfrid ett kloster för sig själv och det sällskap som följt med honom i landsförvisningen. Under fem års tid var han biskop av syd-saxarna med sitt biskopssäte vid klostret i Selsey.

### Biskopssätet flyttas, Normandiska perioden
Efter den normandiska erövringen av England sammankallar Lanfranc, ärkebiskop av Canterbury, ett flertal synoder för att bättre reglera och ordna kyrkans verksamhet i landet. Vid Synoden i London 1075 konstaterar Lanfranc att påvarna Damasus II och Leo IX förbjudit att biskopssäten förläggs till alltför små samhällen, gav kungen och synoden tillåtelse till Stigand, biskop av Selsey, att flytta biskopssätet till Chichester. Ytterligare två andra biskopssäten flyttades samtidigt.

## Organisation

### Biskop av Chichester

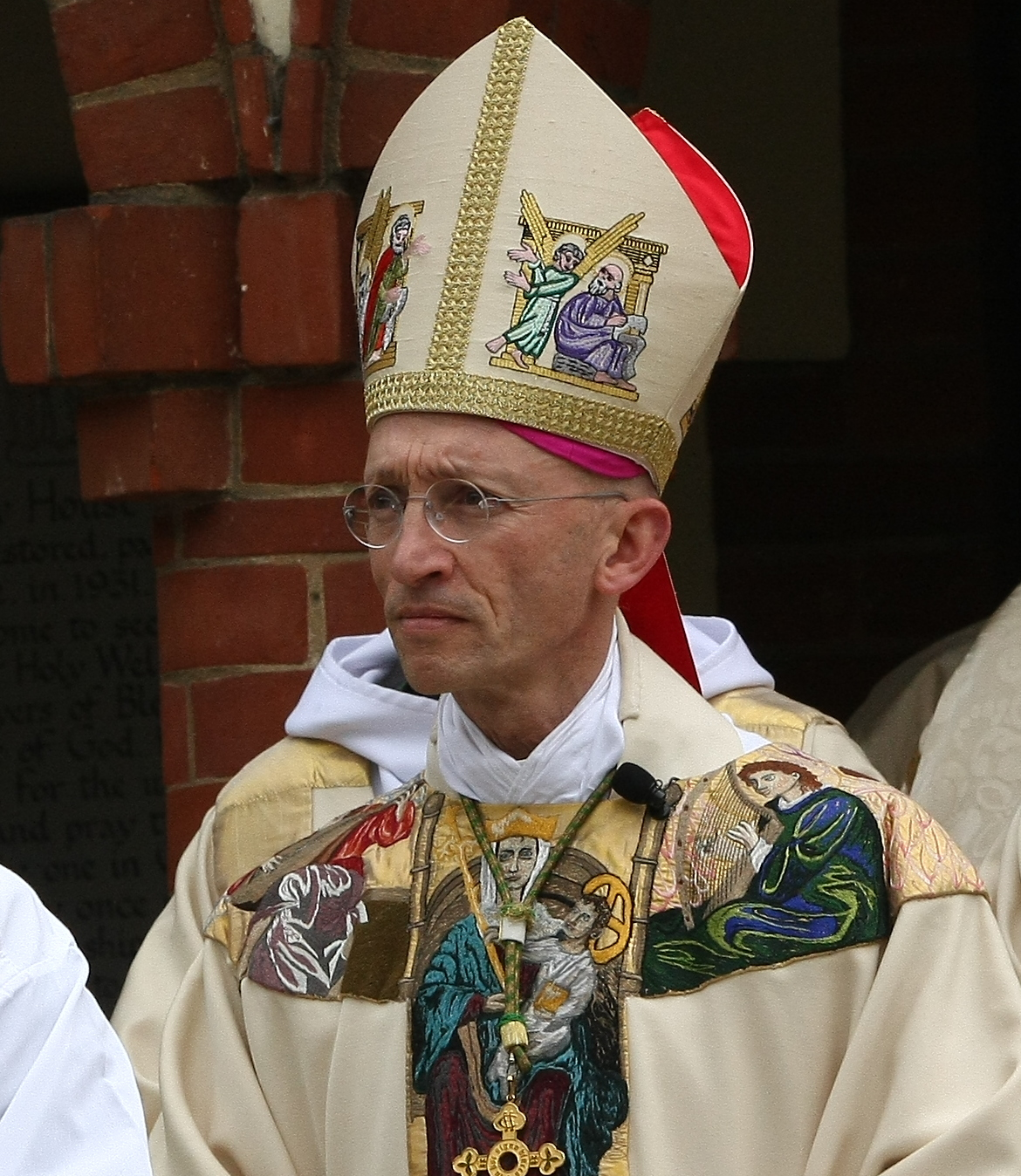
The Rt. Revd. Martin Warner är den 77:e biskopen av Chichesters stift.

Chichester stift leds av biskopen av Chichester, som har sitt biskopssäte i Katedralen i Chichester. Den nuvarande (2021) och 77:e biskopen av Chichester, Martin Warner, installerades den 25 november 2012.
Biskopen leder biskopskollegiet, som utöver honom själv består av två suffraganbiskopar. Han leder också biskopens råd och stiftssynoden.
Engelska kyrkan möjliggjorde för kvinnor att prästvigas 1994. Sedan dess har församlingar som motsätter sig ordningen kunnat begära att inte stå under tillsyn av en biskop som prästvigt kvinnor. Chichester stift har dock inte begärt stöd av någon av de särskilda biskopsvisitatorer som utsetts för varje kyrkoprovins, så kallade flygande biskopar (eng. Provincial Episcopal Visitor), då stiftsbiskopen själv tillhör de biskopar som inte deltar i vigning av kvinnliga präster.

### Övriga biskopar
De två suffraganbiskoparna är fullvärdiga biskopar, men utan egna stift och underställda stiftsbiskopen.
Biskopen av Horsham ansvarar för merparten av West Sussex och ett fåtal församlingar i East Sussex, samt en församling i Kent. Biskopen av Lewes har pastoralt ansvar för församlingarna i övriga församlingar i East Sussex, församlingarna i Brighton and Hove och en församling i Kent. Suffraganerna leder eller medverkar i ett flertal råd och kommittéer inom stiftet.

### Ärkediakoner
Stiftet har fyra ärkediakoner (eng. archdeacon), vars uppdrag det är att under stiftsbiskopen respektive suffraganbiskoparna ansvara för att visitera församlingar, övervaka det demokratiska arbetet i kyrkoråd och stiftssynod, stödja och ha tillsyn över präster och diakoner samt fullfölja biskopens ansvar vad gäller kyrkobyggnader och övriga fastigheter. De fyra ärkediakonaten är Brighton and Lewes, Chichester, Hastings och Horsham.

### Indelning
Chichester stift är indelat i fyra ärkediakonat och 21 dekanat.
| ärkediakonat                       | Dekanat                       |
| ---------------------------------- | ----------------------------- |
| Archdeaconry of Chichester         | Deanery of Arundel and Bognor |
| Archdeaconry of Chichester         | Deanery of Chichester         |
| Archdeaconry of Chichester         | Deanery of Westbourne         |
| Archdeaconry of Chichester         | Deanery of Worthing           |
| Archdeaconry of Brighton and Lewes | Deanery of Brighton           |
| Archdeaconry of Brighton and Lewes | Deanery of Hove               |
| Archdeaconry of Brighton and Lewes | Deanery of Lewes and Seaford  |
| Archdeaconry of Hastings           | Deanery of Battle and Bexhill |
| Archdeaconry of Hastings           | Deanery of Dallington         |
| Archdeaconry of Hastings           | Deanery of Eastbourne         |
| Archdeaconry of Hastings           | Deanery of Hastings           |
| Archdeaconry of Hastings           | Deanery of Rotherfield        |
| Archdeaconry of Hastings           | Deanery of Rye                |
| Archdeaconry of Hastings           | Deanery of Uckfield           |
| Archdeaconry of Horsham            | Deanery of Cuckfield          |
| Archdeaconry of Horsham            | Deanery of East Grinstead     |
| Archdeaconry of Horsham            | Deanery of Horsham            |
| Archdeaconry of Horsham            | Deanery of Hurst              |
| Archdeaconry of Horsham            | Deanery of Midhurst           |
| Archdeaconry of Horsham            | Deanery of Petworth           |
| Archdeaconry of Horsham            | Deanery of Storrington        |

## Källförteckning